# 동거인은 무릎, 때때로, 머리 위
《동거인은 무릎, 때때로, 머리 위》(일본어: 同居人はひざ、時々、頭のうえ。)는 미나츠키가 글을 쓰고 후타츠야 아수가 그림을 그린 일본 만화 시리즈이다. 2015년 6월부터 플렉스 코믹스의 코믹 폴라리스 웹사이트를 통해 온라인으로 연재되었다. 낱권책으로는 2024년 12월 기준 11권까지 나왔다. Zero-G가 각색한 애니메이션 TV 시리즈는 2019년 1월 9일부터 3월 27일까지 방영되었다.

## 등장 인물

### 주인공들
- 인간 쪽: 미카즈키 스바루(일본어: 朏 素晴)(성우: 오노 켄쇼, 스기야마 리호(초등학생 시절))
- 동물 쪽: 하루(일본어: 陽[1])(성우: 야마자키 하루카)

### 주인공의 관계자들
- 카와세 아츠시(일본어: 河瀬 篤)(성우: 시모노 히로)(스바루의 담당 편집자)
- 야사카 히로토(일본어: 矢坂 大翔)(성우: 호리에 슌, 하세가와 이쿠미(초등학생 시절))(스바루의 벗이자 회사원)
- 오우카미 나나(일본어: 押守 なな)(성우: 안자이 치카)(반려동물 용품 가게 점원)

### 그 밖

#### 인간
- 오우카미 유고(일본어: 押守 優伍)(성우: 나카지마 요시키)(나나의 남동생, 고등학교 2학년)
- 야사카 나기사(일본어: 矢坂 渚)(성우: 토죠 히사코)(히로토의 여동생, 17살)
- 야사카 하야토(일본어: 矢坂 隼翔)(성우: 코이치 마코토)(히로토의 쌍둥이 남동생, 9살)
- 야사카 나루미(일본어: 矢坂 鳴海)(성우: 마츠다 리사에)(히로토의 쌍둥이 여동생, 9살)
- 야사카 미소라(일본어: 矢坂 海空)(성우: 하루노 안즈)(히로토의 여동생, 3살)
- 아키모토 하루(일본어: 秋元 春)(성우: 난죠 요시노)(나루미의 벗)
- 아키모토 나츠코(일본어: 秋元 奈津子)(성우: 코지마 사치코)(하루의 어머니)
- 타나베 소노코(일본어: 田辺 苑子)(성우: 카미 단카)(스바루의 이웃집에 사는 할머니)
- 스바루의 부모님(성우: 아버지 카즈히로(和宏)-코가미 히로미치, 어머니 사호(佐保)-오오하라 사야카)

#### 동물
- 하치(일본어: はち, '여덟')(성우: 무라세 아유무)(하루의 아우, 수컷 고양이)
- 로쿠(일본어: ろく, '여섯')(성우: 츠다 켄지로)(나나의 집에 사는 고양이)
- 토라 누나(일본어: トラ姉さん)(성우: 토요구치 메구미)(하루가 길거리를 떠돌던 시절에 신세를 진, 호랑이 털무늬가 있는 암컷 고양이)
- 쿠로(일본어: クロ)(성우: 오노 다이스케)(하루가 길거리를 떠돌던 시절에 신세를 진, 검은 털의 수컷 고양이)
- 타로(일본어: タロウ)(성우: 스기타 토모카즈)(소노코가 기르는 개)